# Seznam kreslířů Dikobrazu
Seznam kreslířů přispívajících do humoristického časopisu Dikobraz (1945–1989):
| - Karel Aubrecht - Ludvík Báča - Bape (Jiří Bartoš, Vladimír Pergler) - Miroslav Barták - C. a F. Bělský - Karel Benetka - Jan Bernat - František Bidlo (Franta Bidlo) - Josef Bidlo - Adolf Born - Jiří Brdečka - Josef Brožek - Jan Brychta - Jan Bubla - Jan Bubla – Miluše Pajmová - Bubla – Špíl - Bubla – Zelenka - Zora Burianová - BUŠ (Jan Bubla, Zoro Ščepko) - Bohumil Ceplecha - Vladimír Cetkovský - Jaroslav Cita - Jiří Daniel - Evžen David - Jaroslav Dodal - Jaroslav Dostál - Alena Dostálová - Rudolf Dubský - Oldřich Dudek - Oldřich Dvořák (Oldřich Dwořák) - Věra Faltová - Libor Fára - Miroslav Fechtner - Dobroslav Foll - Otakar Fuchs - Vladimír Fuka - Tomáš Gayer - Lev Haas (Leo Haas) - Haďák (Pavel Hanuš – Miroslav Liďák) - Jitka Haladová - Jiří Hejna - Václav a Petr Herinkovi - Vratislav Hlavatý - Vladimír Hlavín - Josef Hlinomaz - Adolf Hoffmeister - Jiří Hochman - Richard Holub - Stanislav Holý - Jan Hovorka - Pavel Hrabovský - Václav Hradecký - Michal Hrdý - Jan Hrubý - Jiří Chalupa - Emanuel Jakub (Emanuel Holý) - Oldřich Jelínek - Oldřich Jelínek & Adolf Born - Vladimír Jiránek - Václav Johanus - Stanislav Jurík - Petr Juřena - Jiří Kahoun - Josef Kainar - Jiří Kalousek - Bohuslav Kandler (Benny) - Miloš Kánský - Pavel Kantorek - Karel Káš - Miroslav Kemel - Jaroslav Kerles - Jaroslav Kočí - Zbyněk Kočí - Alex Koenigsmark - Břetislav Kovařík - Milan Kratochvíl - Josef Kremláček - Josef Kroupa (JoKr) - Josef Kobra Kučera - Karel Kučera - Kudra – Kučera - Lukáš Kulhánek - Jan Křeš - Daniel Ladman - Alena Ladová - Bohumil Landa - Petr Lander - Vlastimil Lepší - Lepší – Bulánek - Lepší – Laboutka - Kamil Lhoták - Miroslav Liďák (Haďák) - Josef Liesler - Lubomír Lichý - Václav Linek - Milan Lipovský - Jiří Litschka | - Jiří Lochman - Lucie Lomová - Jaroslav Lukáš - Jaroslav Lukavský - Jaroslav Malák - Miloslav Martenek - Karel Masařík - Otakar Mašek - Lubomír Matoušek - Pavel Matuška - Walter Mende (SMOLMEN) - Zuzana Mendeová - MIKL (Václav Mikolášek, Karel Klos) - Stanislav Mlynář - Josef Molín - Dušan Motyčka - Motyčka – Laboutka - Karel Mrázek - Otakar Mrkvička - Neprakta (kresby Jiří Winter, náměty Bedřich Kopecný, později Miloslav Švandrlík) - Karel Nepraš - Miloš Nesvadba - NOS (Jiří Novák – Jaroslav Skoupý) - Josef Novák - Hana Novotná - Edmund Orián - Václav Ostatek - Arnošt Paderlík - Vladimír V. Paleček - Dušan Pálka - Petr Pazderka - Pecha – Laboutka - Antonín Pelc - Jiří Petrák - Svatopluk Pitra - Marie Plotěná - Josef Poláček - Jaroslav Pop - Josef Pospíchal - Boris Pralovszký - Josef Prchal - Josef Prchal – Miluše Pajmová - Vlastimil Rada - Pavel Rak - Radovan Rakus - Miroslav Reich - Vilém Reichmann (Jappy) - Vladimír Renčín - Teodor Rotrekl - Pavel Rumlar - Martin Rybář - Jarmil Sekera - Ondřej Sekora - Evžen Seyček - Jan Schinko - František Skála - Miroslav Slejška - Jiří Slíva - Ctirad Smolka - SMOLMEN (Václav Smolka – Walter Mende) - Karel Smrkovský - Miloš Sotona - Václav Souček - Jiří Srb - Pavel Starý - Starý – Laboutka - Ivan Steiger - Jiří Suchý - Ondřej Suchý - Jana Svobodová - Ivo Šedivý - Robert Šmíd - Jiří Šrámek - Otakar Štembera - Bohumil Štěpán - Vlasta Švejdová - Václav Šveňha - Monika Tobischová - Miloslav Toman - Karel Trinkewitz - Petr Urban - Karel Vaca - Evžen Vaněk - Zdeněk Velebný - Miloš Vrbata - Jan Vyčítal - Jaroslav Weigel - Vlasta Zábranský - Petr Zadražil - Luděk Zdražil - Michal Žabka - Zdeněk Žáček - Josef Žemlička - Jiří Žentel |

## Galerie kreslířů Dikobrazu

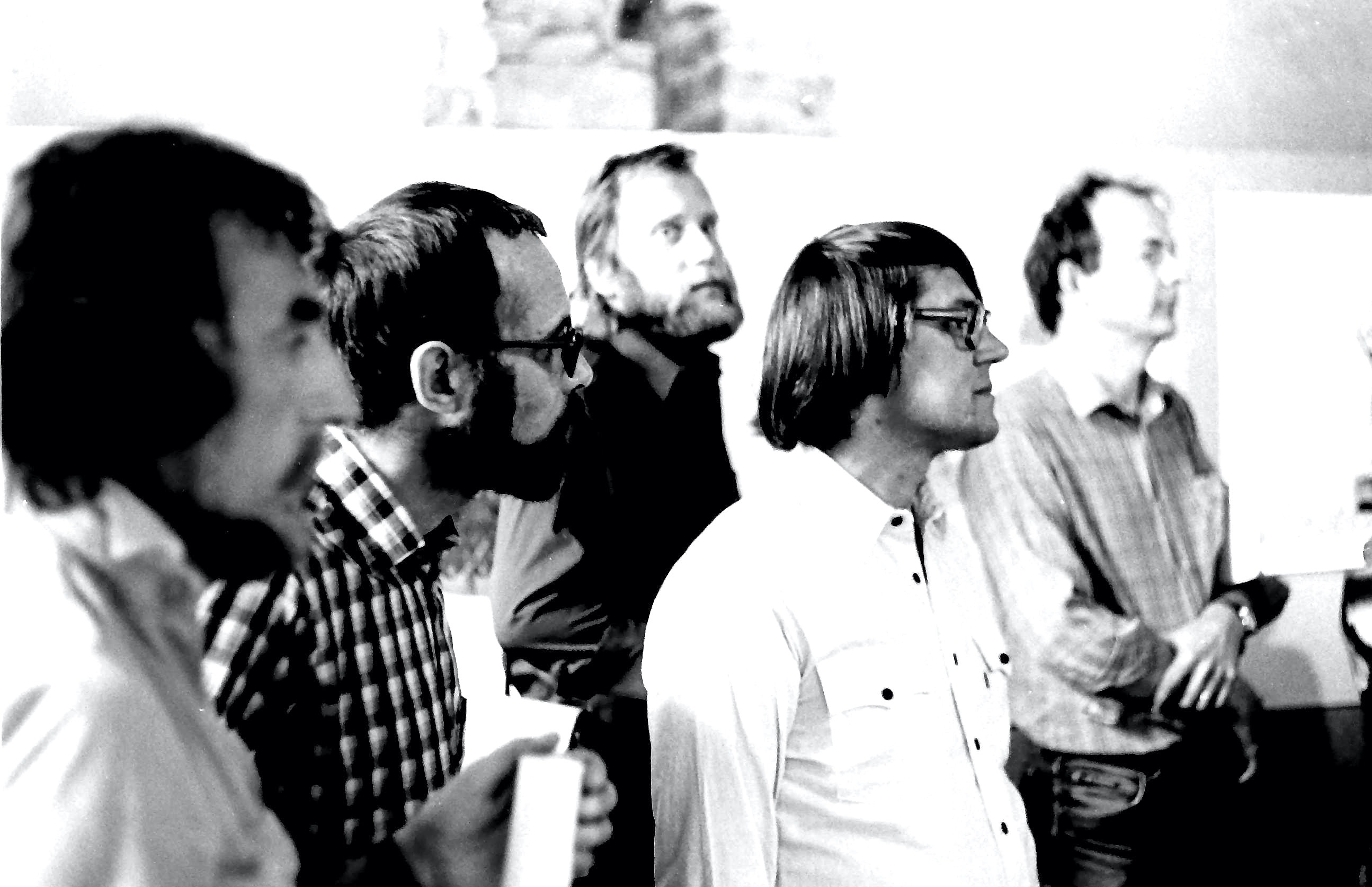
Zleva: Vlasta Zábranský, Miroslav Barták, Václav Johanus, Jan Vyčítal, Petr Juřena
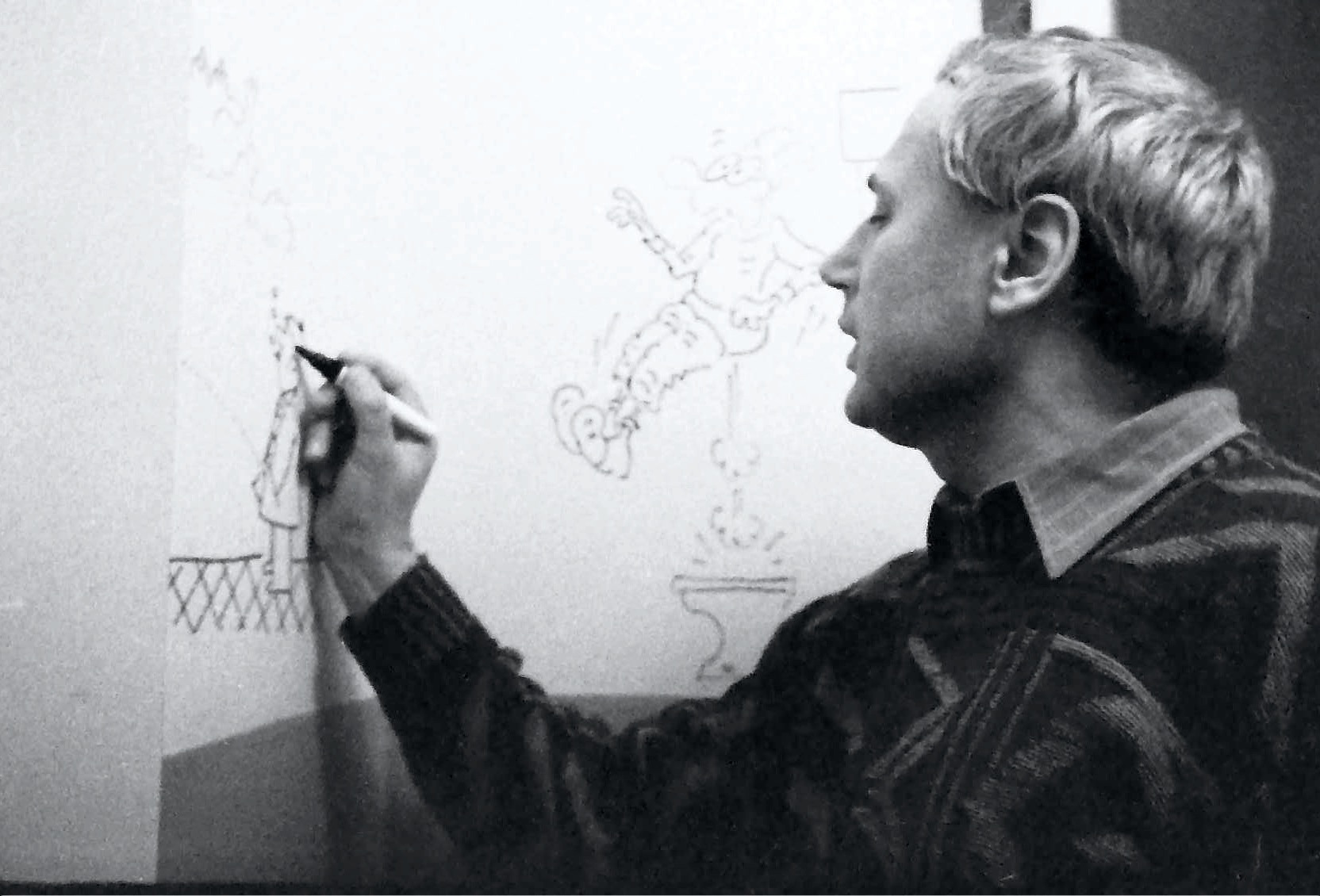
Jiří Petrák
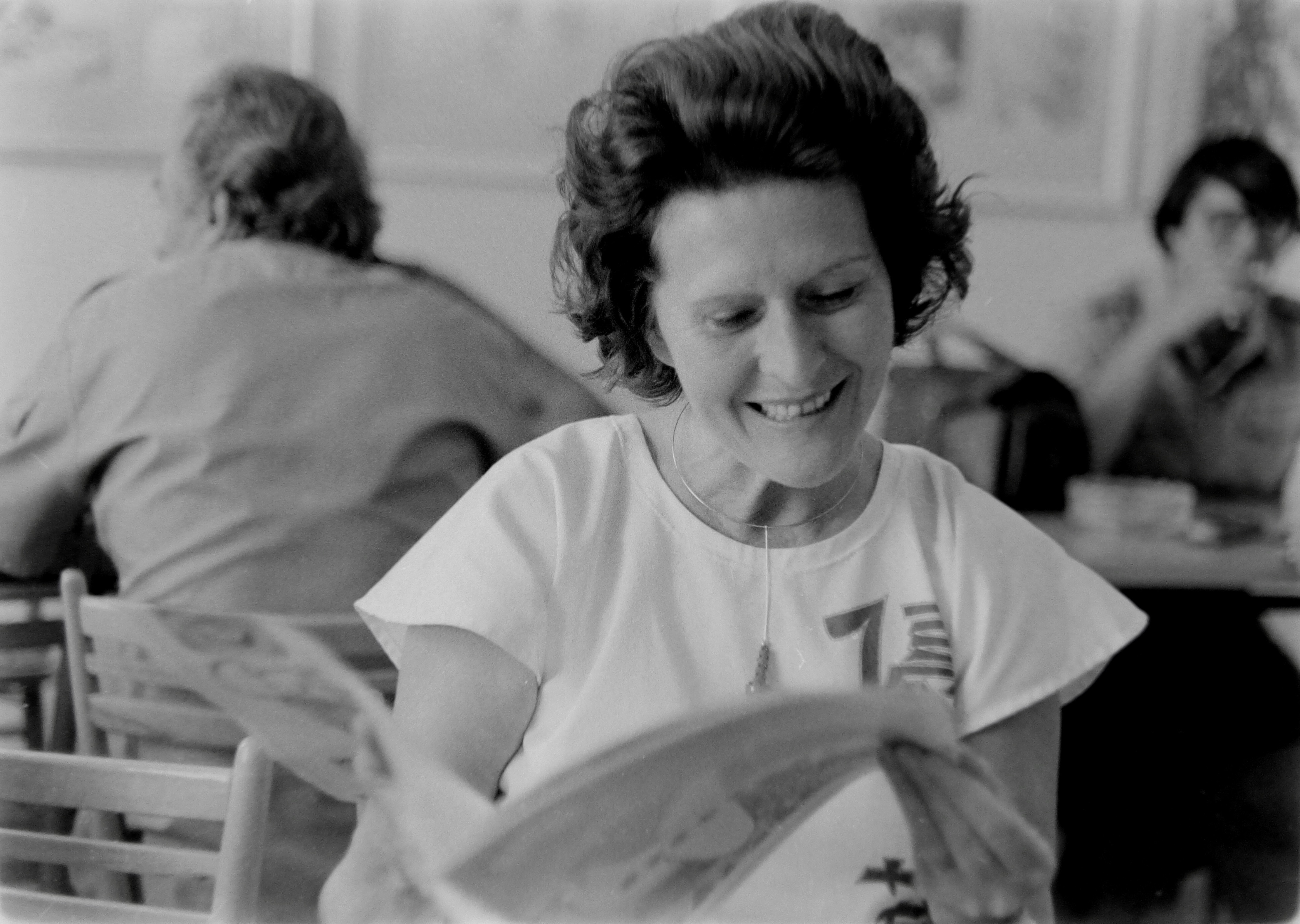
Alena Dostálová
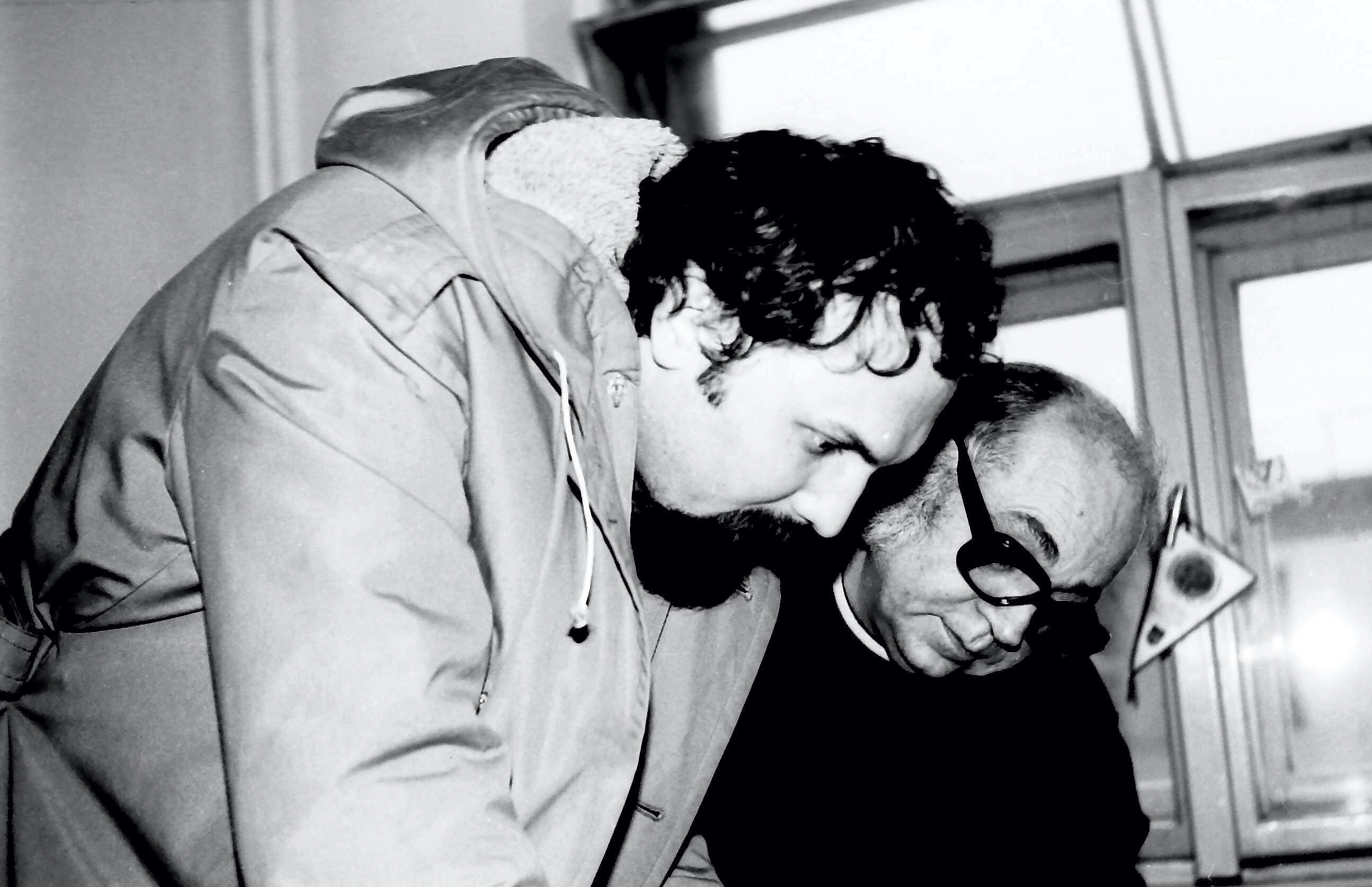
Zleva: Oldřich Dudek, Bohumil Ceplecha

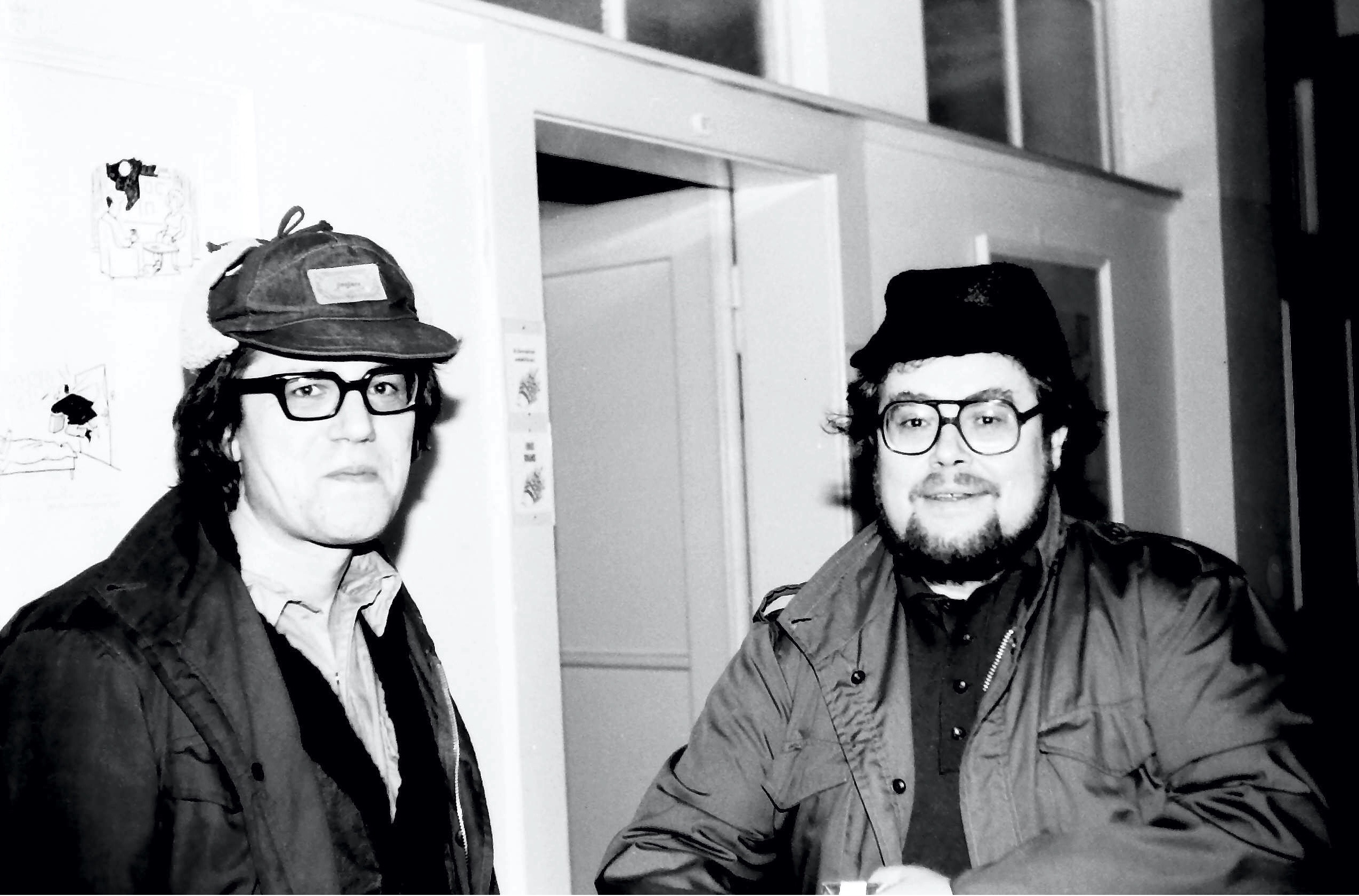
Zleva: Jan Vyčítal, Karel Klos
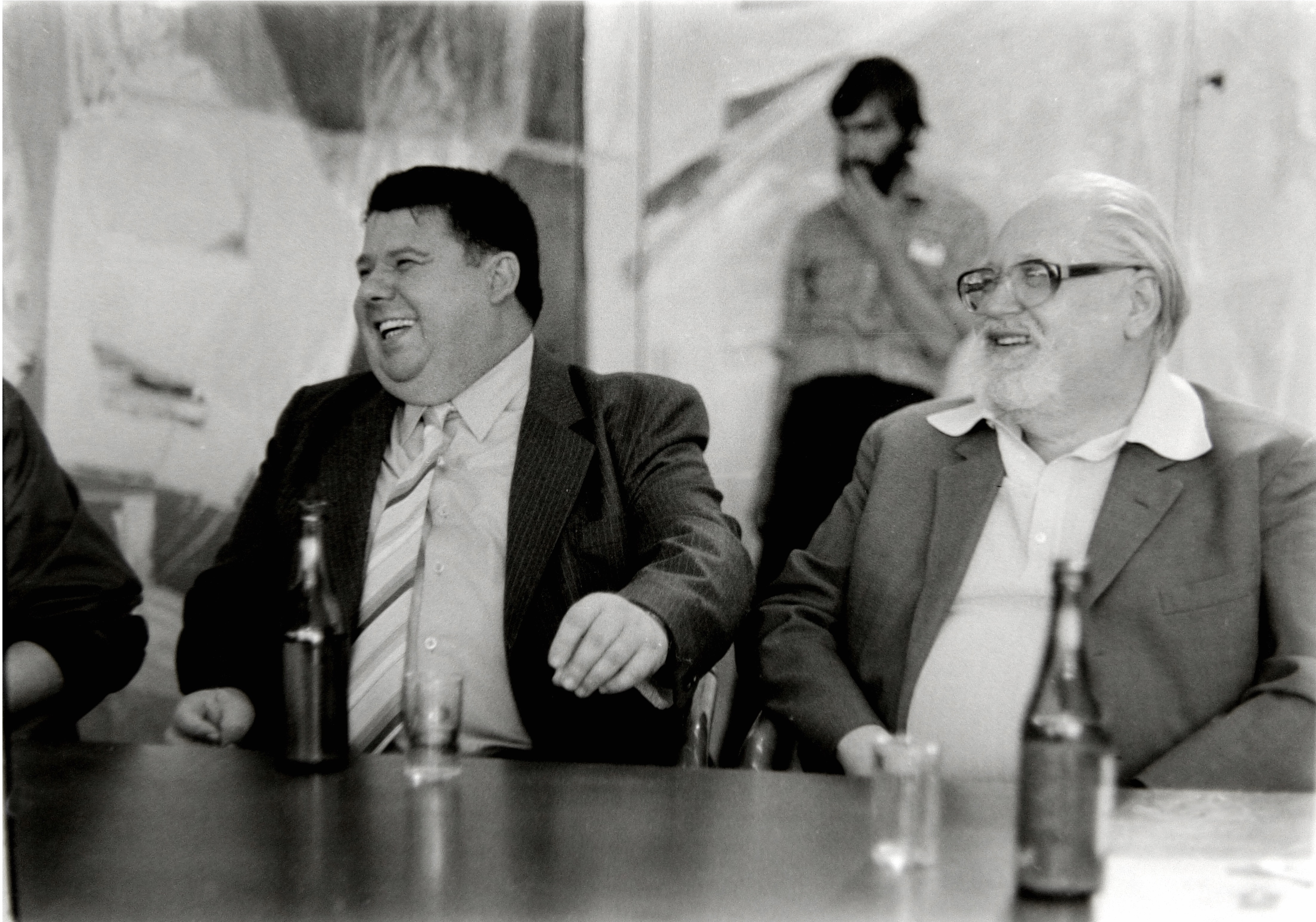
Zleva: Miloslav Švandrlík (námětář), Jiří Winter Neprakta
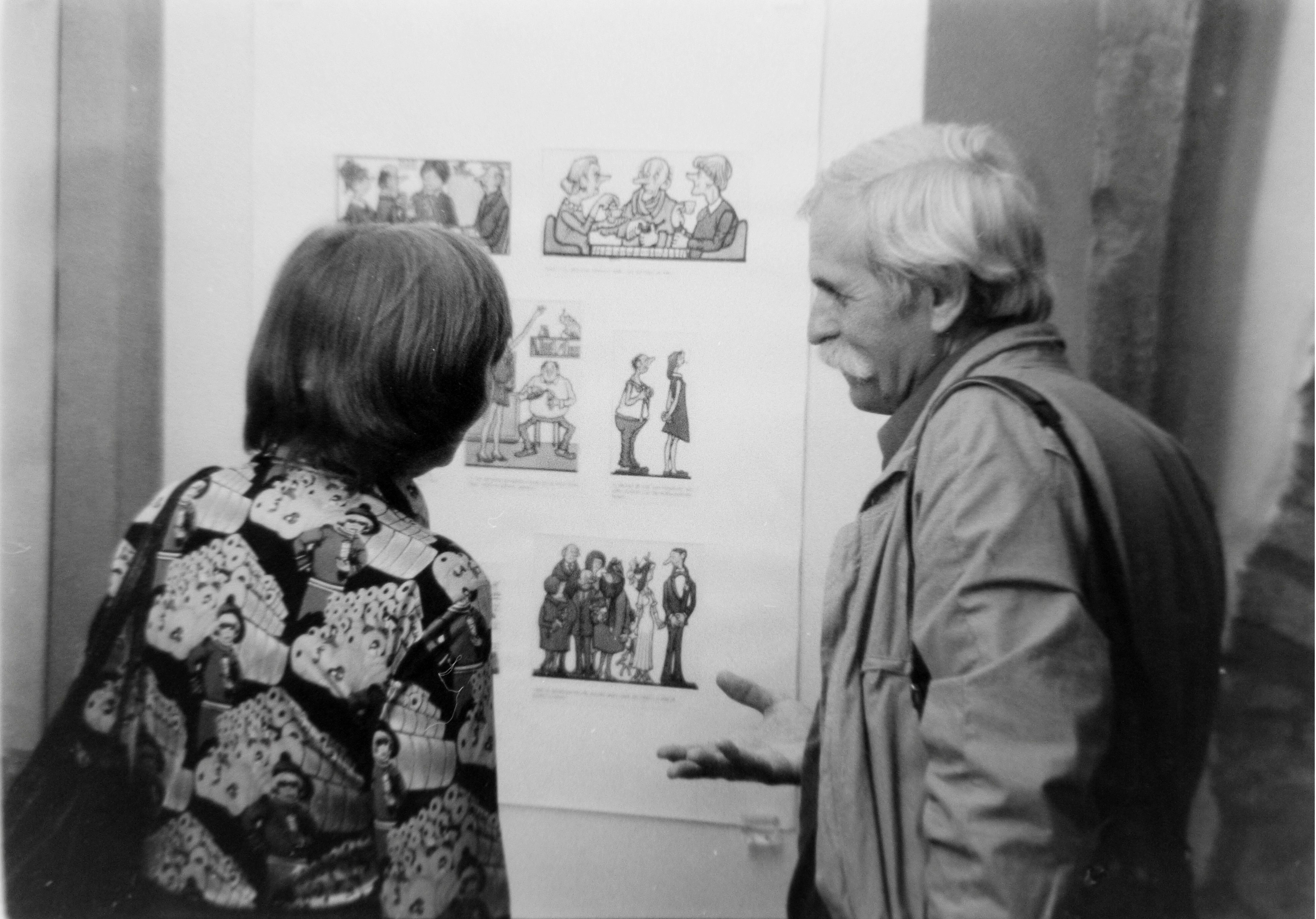
Adolf Born
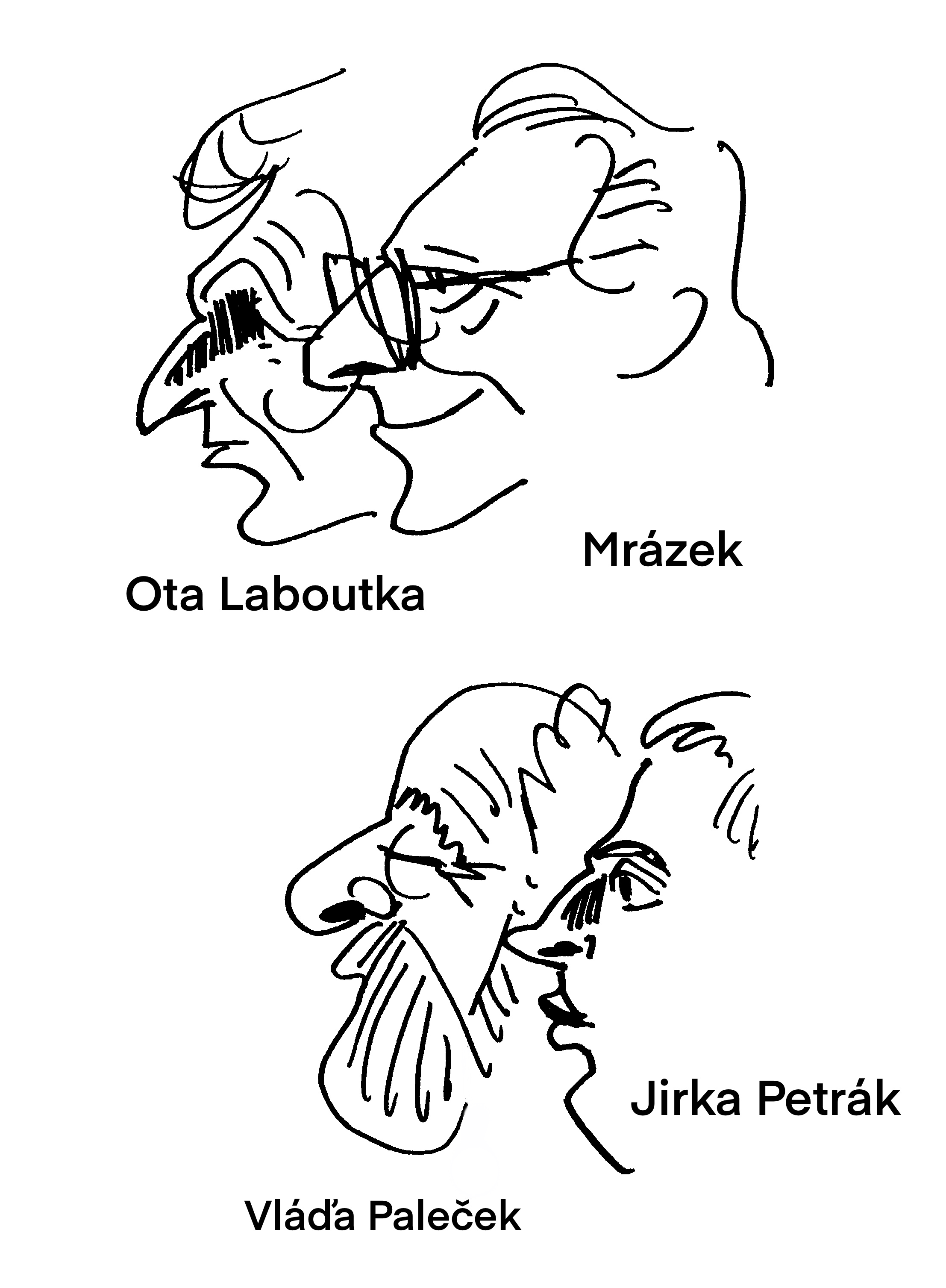
Otakar Laboutka (námětář), Karel Mrázek, Vladimír V. Paleček, Jiří Petrák